# Macmerry
Macmerry (Magh Mhoire in lingua gaelica scozzese) è una località della Scozia, situata nell'area di consiglio di East Lothian.